# Alcis eurydiscaria
Alcis eurydiscaria är en fjärilsart som beskrevs av George Francis Hampson 1902. Alcis eurydiscaria ingår i släktet Alcis och familjen mätare. Inga underarter finns listade i Catalogue of Life.